# Огива Люксембургска
Огива Люксембургска (на немски: Otgiva von Luxemburg, на френски: Ogive de Luxembourg; * ок. 995; † 21 февруари 1030) от Люксембургите, е чрез женитба графиня на Фландрия.

## Живот
Тя е дъщеря, първородното дете, на граф Фридрих Люксембургски († 1019), граф на Люксембург и Мозелгау (син на Зигфрид I Люксембургски от фамилията Вигерихиди) и на Ирмтруда фон Ветерау († сл. 1015) от фамилията на Конрадините, наследничката на Глайберг, дъщеря на граф Хериберт фон Ветерау. Тя е племенничка по бащина линия на императрица Св. Кунигунда, съпругата на император Хайнрих II.
Огива се омъжва ок. 1012 г. за Балдуин IV Брадати (980 – 1035), граф на Фландрия. След смъртта на Огива, Балдуин IV се жени през 1031 г. за Елеанора, дъщеря на третия нормански херцог Рихард II, с която има една дъщеря: Юдит († 5 март 1094), която се омъжва през 1051 г. за ерл Тостиг Годвинсон от Нортумбрия († 1066) и 1071 г. за херцог Велф IV от Бавария († 1101).

## Деца
Огива и Балдуин IV Брадати имат две дъщери и един син:
- Балдуин V (* 1012; † 1 септември 1067), граф на Фландрия
- Ерменгарда Фландерска, омъжена за граф Адалберт дьо Гант († 1032)
- вер. Аликса Фландерска (* ок. 1024; † 1079), омъжена ок. 1045 г. за принц Роберт I дьо Пéроне (* ок. 1022; † 1084)